# Livet-et-Gavet
Livet-et-Gavet är en kommun i departementet Isère i regionen Auvergne-Rhône-Alpes i sydöstra Frankrike. Kommunen ligger i kantonen Le Bourg-d'Oisans som tillhör arrondissementet Grenoble. År 2022 hade Livet-et-Gavet 1 258 invånare.

## Befolkningsutveckling
Antalet invånare i kommunen Livet-et-Gavet
Referens:INSEE